# Ente Scambi Coloniali Internazionali
ESCI était un fabricant italien bien connu de kits de modèles réduits basé à Milan en Italie, actif dans l'industrie entre 1967 et 2000.

## Histoire
ESCI, un acronyme pour Ente Scambi Coloniali Internazionali, (italien: Colonial Trade Exchange), a été fondée à l'origine dans les années 1930 par Moses Agiman (b. Benghazi 1896), un marchand italien d'origine libyenne et juive. Initialement, l'entreprise s'occupait d'import / export entre l'Italie et ses colonies africaines. L'avènement des lois raciales pendant la Seconde Guerre mondiale a contraint le propriétaire à s'installer en Suisse avec sa famille jusqu'à la fin du conflit. De retour en Italie, il reprend les activités commerciales exercées auparavant et se développe, grâce au boom économique des années 1960. Au milieu des années 1960, Agiman est entré sur le marché des modèles réduits avec les premières importations de kits en provenance du Japon. L'entreprise s'agrandit et à la fin de la décennie, aux côtés du fils du fondateur, Daniel Agiman (successeur de son père), rejoint deux nouveaux associés: Dino Coppola et Franco Baldrighi. ESCI est devenue "ESCI Modellistica snc.". Située dans la zone industrielle de Via Torino à Cernusco sul Naviglio, MiIan.